# 何世學
何世學（1534年—？），字文甫，浙江绍兴府蕭山縣人，民籍，明朝政治人物。

## 生平
浙江鄉試第七十六名。隆慶二年（1568年）戊辰科會試第二百八名，三甲第三百零三名進士。隆慶三年（1569年）授直隸丹徒縣知縣。以憂去任，後起補蠡县，旋擢都察院经历。以風裁著，廷議轉公寺卿，以忤张居正，万历七年出为常州府同知，九年謝政歸。

## 著作
万历《丹徒县志》，4卷，34目。何世学纂修。现存万历间刊本，浙江宁波天一阁藏。

## 家族
曾祖父何濤；祖父何鑰，壽官；父何瞻，冠帶醫士。母陳氏。具庆下。